# لیگ برتر فوتسال زنان ایران ۱۳۸۷
لیگ برتر فوتسال زنان ایران ۱۳۸۷ چهارمین دوره از بالاترین سطح لیگ فوتسال زنان در ایران است که در سال ۱۳۸۷ انجام شد و در اسفند ماه ۱۳۸۷ به پایان رسید. در پایان تیم راه‌آهن به مقام قهرمانی این مسابقات رسید. در پایان مسابقات تیم تجارتخانه جنوب هرمزگان با ۹۹ گل زده و ۳۴ گل خورده به ترتیب بهترین خط حمله و بهترین خط دفاع را کسب کرد. تیم ایثار بدون کسب امتیاز به لیگ دسته پایین‌تر سقوط کرد تیم تجارتخانه جنوب هرمزگان با ۱۶ امتیاز قهرمان نیم‌فصل مسابقات شده بود. مربی تیم سوم پرسپولیس تهران در این مسابقات مهناز امیرشقاقی بود.
تیم قهرمان ایران (راه‌آهن) جواز حضور در ششمین دوره مسابقات باشگاه‌های فوتسال غرب آسیا را کسب کرد اما یک روز پیش از اعزام به مسابقات انصراف دادند. تیم سوم مسابقات (پرسپولیس تهران) با سرپرستی مهناز امیر شقاقی و سرمربیگری غزال شریفی در این مسابقات شرکت کرد و پس از پیروزی بر نمایندگان سوریه، ازبکستان و اردن به مرحله نیمه‌نهایی مسابقات راه یافت.
پس از پایان این مسابقات و در ۲۹ اردیبهشت ۱۳۸۸، تیم تجارتخانه جنوب هرمزگان به عنوان نماینده ایران به تورنمنت بین‌المللی پرتغال اعزام شد. اعضای تیم تجارتخانه جنوب هرمزگان در این تورنمنت عبارتند از فهیمه زارعی، صدیقه روشنایی، مریم مرادی، مریم حسینی، لیلا اقبالی، زیبا اقبالی، فاطمه شریف نقابی، فاطمه ارژنگی، شیوا امینی، ملیحه نورالدینی، حمیده سلطانی زاده، حمیده حمیدی، بهناز خیاط، سهیلا ملمولی و سهیلا لرستانی. سرمربی کلثوم دارا

## رده‌بندی پایانی
| رتبه | تیم                    | امتیاز |
| ---- | ---------------------- | ------ |
| ۱    | راه‌آهن                 | ۳۹     |
| ۲    | تجارتخانه جنوب هرمزگان | ۳۴     |
| ۳    | پرسپولیس تهران         | ۲۹     |
| ۴    | سایپا                  | ۲۱     |
| ۵    | استقلال جنوب دزفول     | ۱۶     |
| ۶    | ملوان جوان رشت         | ۱۵     |
| ۷    | عقاب مازندران          | ۱۲     |
| ۸    | ایثار                  | ۰      |